# Caryodaphnopsis
Caryodaphnopsis,  rod grmova ili drveća iz porodice Lauraceae smješten u vlastiti tribus Caryodaphnopsideae. Postoji desetak priznatih vrsta u dijelovima Južne Amerike i jugoistočne  Azije.

## Vrste
1. Caryodaphnopsis baviensis (Lecomte) Airy Shaw
2. Caryodaphnopsis bilocellata van der Werff & Dao
3. Caryodaphnopsis burgeri N.Zamora & Pùveda
4. Caryodaphnopsis cogolloi van der Werff
5. Caryodaphnopsis fieldii Aymard & G.A.Romero
6. Caryodaphnopsis fosteri van der Werff
7. Caryodaphnopsis henryi Airy Shaw
8. Caryodaphnopsis inaequalis (A.C.Sm.) van der Werff & H.G.Richt.
9. Caryodaphnopsis laotica Airy Shaw
10. Caryodaphnopsis latifolia W.T.Wang
11. Caryodaphnopsis malipoensis Bing Liu & Y.Yang
12. Caryodaphnopsis metallica Kosterm.
13. Caryodaphnopsis parviflora van der Werff
14. Caryodaphnopsis poilanei Kosterm.
15. Caryodaphnopsis theobromifolia (A.H.Gentry) van der Werff & H.G.Richt.
16. Caryodaphnopsis tomentosa van der Werff
17. Caryodaphnopsis tonkinensis (Lecomte) Airy Shaw